# Hasso Spode
Hasso Spode (* 1951 in Berlin-Friedrichshagen) ist ein deutscher Historiker und Soziologe.

## Leben
Nach seiner Übersiedlung aus der DDR besuchte Spode das Askanische Gymnasium in Berlin-Tempelhof und nach seinem dortigen Schulverweis das Walther-Rathenau-Gymnasium in Berlin-Grunewald. Nach einem längeren Auslandsaufenthalt in Nordafrika arbeitete Spode im Lebensmitteleinzelhandel und studierte – als Werkstudent – Geschichte, Soziologie, Religionswissenschaft, Germanistik und Philosophie an der FU Berlin und der Universität Hannover. 1979 legte er in Berlin die Prüfung zum Magister Artium ab (Hauptfach Neuere Geschichte), 1989 promovierte er in Hannover im Fach Soziologie, 1997 habilitierte er sich dort bei Oskar Negt und wurde zum außerplanmäßigen Professor für Historische Soziologie ernannt.
Seit den 1980er Jahren führte Spode zahlreiche Forschungsprojekte durch (Historische Kommission zu Berlin, Wissenschaftszentrum Berlin u. a.) und nahm in den 1990er Jahren seine Lehrtätigkeit auf, neben der Universität Hannover (Soziologie) hauptsächlich an der Charité (Sozialmedizin), der FU Berlin (Tourismus) und der Universität Leipzig (Geschichte) sowie in Lüneburg, Schwerin, Potsdam und Linz. Seit 1999 leitet er das Historische Archiv zum Tourismus, das 2012 von der Freien Universität Berlin an das Zentrum Technik und Gesellschaft und das Center for Metropolitan Studies der Technischen Universität Berlin umgezogen ist.
Spode ist Vorstandsmitglied der internationalen Alcohol and Drugs History Society (ADHS) und war Beirat des Center for Drug Policy Studies (Shanghai); bis 2014 war er Vizepräsident des Tourismuskomitees der International Sociological Association. Er ist verantwortlicher Herausgeber von Voyage. Jahrbuch für Reise- & Tourismusforschung sowie Mitherausgeber der Annals of Tourism Research, der Mondes du Tourisme und weiterer Fachzeitschriften. Sein Publikationsverzeichnis weist über 200 wissenschaftliche Titel aus (Bücher, Aufsätze, Rezensionen), das meiste erschien in Deutsch, einiges in Englisch, zudem Tschechisch, Griechisch, Rumänisch, Spanisch, Französisch, Dänisch, Italienisch, Japanisch, Estnisch, Portugiesisch und Russisch; hinzu kommen zahlreiche Vorträge und Medienauftritte.

## Schwerpunkte der Forschung
Spode wurde in den 1990er Jahren durch seine Arbeiten zur Kultur- und Sozialgeschichte des Alkoholkonsums bekannt. Dabei betont er den globalen und zugleich zyklischen Charakter der Diskurse über den Alkohol („Thematisierungskonjunkturen“). Seine These einer langfristigen Marginalisierung des Rausches in der Moderne und der entsprechenden Umwertung des Trinkens vom Laster zur Suchtkrankheit ist zum Allgemeingut geworden. Zugleich zählt Spode zu den Begründern der historischen Tourismusforschung. Zusammen mit Walter Eder und Heinz Hahn vom Starnberger Studienkreis für Tourismus rief er 1989 die Arbeitsgruppe Tourismusgeschichte ins Leben, die weltweit erste Organisation dieser Art; 1991 gab er den weltweit ersten Sammelband zu diesem Forschungsfeld heraus. Den Tourismus betrachtet Spode dabei als Produkt der neuzeitlichen Ambivalenz gegenüber dem „Fortschritt“: Genuin sei die touristische Reise eine „Zeitreise mit Rückfahrschein“, der touristische Raum eine „romantische Chronotopie“. Weitere Forschungsarbeiten behandeln u. a. die gesundheitliche Prävention, den Wandel des Ernährungsverhaltens, des Tabakkonsums und des Fernsehens, die Entwicklung von Arbeitskämpfen sowie die Analyse gesellschaftspolitischer Diskurse und Prozesse.

## Schriften (Auswahl)
Monografien
- Mit Timothy Mason u. a.: Angst, Belohnung, Zucht und Ordnung. Herrschaftsmechanismen im Nationalsozialismus. Westdeutscher Verlag, Opladen 1982, ISBN 978-3-531-11595-5.
- Zur Geschichte des Tourismus: eine Skizze der Entwicklung der touristischen Reise in der Moderne. Studienkreis für Tourismus, Starnberg 1987, ISBN 9783888571008.
- Alkohol und Zivilisation. Berauschung, Ernüchterung und Tischsitten in Deutschland bis zum Beginn des 20. Jahrhunderts. Dissertation. Tara-Verlag Hensel, Berlin 1991, ISBN 3-929127-13-X.
- Mit Heinrich Volkmann u. a.: Statistik der Arbeitskämpfe in Deutschland (= Historische Statistik von Deutschland. Band 15), Scripta-Mercaturae-Verlag, St. Katharinen 1992, ISBN 3-922661-96-3.
- Die Macht der Trunkenheit. Kultur- und Sozialgeschichte des Alkohols in Deutschland. Leske und Budrich, Opladen 1993, ISBN 3-8100-1034-0.
- Wie die Deutschen „Reiseweltmeister“ wurden. Eine Einführung in die Tourismusgeschichte. Landeszentrale für Politische Bildung Thüringen, Erfurt 2003, ISBN 3-931426-74-2.
- Die Zukunftsfähigkeit Deutschlands, Berlin 2006 (= WZB Paper).
- Ressource Zukunft. Die sieben Entscheidungsfelder der deutschen Reform. Budrich, Opladen 2008, ISBN 978-3-86649-135-9.
- Die Krupps im Orient, Aschendorff, Münster 2021, ISBN 978-3-402-22479-3.
- Urlaub Macht Geschichte. Reisen und Tourismus in der DDR, Berlin 2022, ISBN 978-3-89809-201-2.
- TraumZeitReise. Eine Geschichte des Tourismus, Berlin 2025.

Herausgeberschaften
- Zur Sonne, zur Freiheit! Beiträge zur Tourismusgeschichte. Verlag für Universitäre Kommunikation, Berlin 1991, ISBN 3-928077-10-4.
- Goldstrand und Teutonengrill. Kultur- und Sozialgeschichte des Tourismus in Deutschland. 1945 bis 1989. Verlag für Universitäre Kommunikation, Berlin 1996, ISBN 3-928077-14-7.
- mit Irene Ziehe: Gebuchte Gefühle. Tourismus zwischen Verortung und Entgrenzung. Profil, München 2005 (= Voyage. Band 7), ISBN 978-3-89019-556-8.
- mit Klara Löffler, Nikola Langreiter: Das Hotel, Metropol, Berlin 2011 (= Voyage. Band 9), ISBN 978-3-86331-064-6.
- Mit Johanna Rolshoven u. a.: Mobilitäten!, Metropol, Berlin 2014, ISBN 978-3-86331-196-4.